# Palaeorhiza terrestris
Palaeorhiza terrestris är en biart som beskrevs av Hirashima 1982. Palaeorhiza terrestris ingår i släktet Palaeorhiza och familjen korttungebin. Inga underarter finns listade i Catalogue of Life.